# Пирогівка (Шосткинський район)
Пирогі́вка — село в Україні, у Шосткинській міській громаді Шосткинського району Сумської області. Населення становить 596 осіб. Колишній орган місцевого самоврядування — Богданівська сільська рада.

## Географія
Село Пирогівка розташоване на лівому березі річок Десни і Шостки. На відстані 1,6 км по автодорозі на південний схід знаходиться село Богданівка, на відстані 4,2 км по автодорозі на південний захід знаходиться село Собич, на відстані 3,7 км на північ розташоване село Путивськ, яке відноситься до Чернігівської області. Річка в цьому місці звивиста, утворює лимани, стариці і заболочені озера. Через село проходять автомобільна дорога Т 2502 (Р65) і залізниця, станція Пирогівка. Завдяки лісам та річці Десна з її піщаним пляжем, а також зручному географічному положенню, ця місцевість популярна для туристичної галузі. У лісах поблизу Пирогівки простягається курортна зона, де розташовані заміські комплекси, бази відпочинку та дитячий табір.

## Символіка
На гербі зображений пиріг (герб є промовистим). Під ним зображені рюкзак та спінінг що символізують курортну зону та туризм у селі (село є найтуристичнішим місцем Шостинської громади).

## Історія

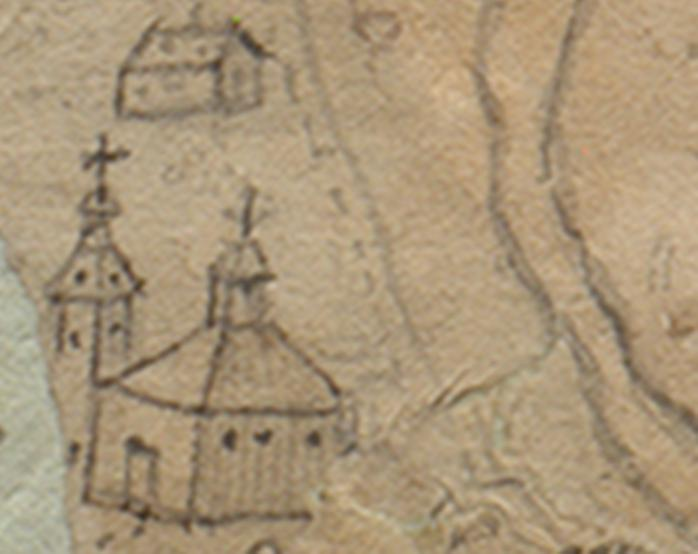
Покровська церква на плані, складеному в день битви москалів зі шведами за переправу через Десну 26 жовтня 1708 р.

Село повинно бути дуже старим, оскільки недалеко від Пирогівки існує перевіз через Десну, відомий вже в грамоті 1552 р., де він називається Путивльським. Поблизу села знайдено два поселення епохи неоліту, IV—III тис. до н. е.
У лютому 1664 році неподалік села відбулась так звана Пирогівська битва московсько-українських військ князя Григорія Ромодановського та лівобережного гетьмана Івана Брюховецького з польською армією короля Яна II Казимира.
Перше свідчення про Пирогівку міститься в універсалі гетьмана Дем'яна Многогрішного 1669 р. за яким надана трилітня слобода побудованого тут водяного млина. В ті часи село належало Скоропадським. В 1732 р. царську грамоту на село отримав Холодович. Але це не сподобалося новгород-сіверським ченцям, які претендували на половину Пирогівки.
Покровська церква збудована козаками на початку у 1650-х рр. на підвищеному лівому, дюнному березі річки Шостки. Вона зображена разом з дзвіницею на старому, тривіковому плані, складеному в день битви москалів зі шведами за переправу через Десну 26 жовтня 1708 р. біля села Пирогівка.
У 1943 р., під час Німецько-радянської війни у Пирогівці була створена Дніпровська військова флотилія.

## Населення
Згідно з переписом УРСР 1989 року чисельність наявного населення села становила 710 осіб, з яких 301 чоловік та 409 жінок.
За переписом населення України 2001 року в селі мешкало 610 осіб.

### Мова
Розподіл населення за рідною мовою за даними перепису 2001 року:
| Мова            | Кількість | Відсоток |
| --------------- | --------- | -------- |
| українська      | 472       | 79.19%   |
| російська       | 62        | 10.40%   |
| циганська       | 59        | 9.90%    |
| білоруська      | 1         | 0.17%    |
| інші/не вказали | 2         | 0.34%    |
| Усього          | 596       | 100%     |

## Пам'ятки архітектури
Село відоме завдяки дерев'яній Покровській церкві, збудованій у 1777 р. (цього року власник села Пирогівки воронізький бунчуковий товариш Матвій Іванович Холодович (1710-1783) оновив Покровську церкву, він значно видовжив її вгору, зробив вищою за дзвіницю), та її дзвіниці XIX ст. Церква у Пирогівці — це зразок звичайного дерев'яного сільського храму, яких на Лівобережній Наддніпрянщині колись були сотні, а сьогодні залишились одиниці.

## Відомі мешканці

### Уродженці
- Дибо Володимир Антонович — радянський і російський лінгвіст, доктор філологічних наук, професор, академік РАН. Фахівець у галузі порівняльно-історичного мовознавства, один із засновників Московської школи компаративістики.

## Цікаві факти
- Перший млин на річці Шостці був збудований в 1669 р. біля села Пирогівки. Його збудували власним коштом мельники Сава та Ярема. Млин був з одним мучним колом. Мельники пустили воду на коло в 20-х числах липня 1669 р. й отримали від гетьмана Дем’яна Многогрішного пільговий універсал щодо звільнення під податку на три місяці. Пирогівський млин, мабуть, є єдиним в Україні, що має малюнок 1708 р.[5]
- На колишньому хуторі Абичай існував вапняний завод, єдиний на крейдяних горах по Десні.[6]